# Нонес, Франко
Франко Нонес (итал. Franco Nones; род. 1 февраля 1941, Кастелло-Молина-ди-Фьемме, Трентино-Альто-Адидже) — итальянский лыжник, олимпийский чемпион, призёр чемпионата мира. 
На Олимпиаде-1964 в Инсбруке показал следующие результаты, 15 км - 10-е место, эстафета - 5-е место.
На Олимпиаде-1968 в Гренобле завоевал золото в гонке на 30 км, эта победа стала первой в истории победой итальянских лыжников на Олимпийских играх, до этого в лыжных гонках на Олимпиадах удавалось побеждать лишь представителям четырёх стран, Норвегии, Швеции, Финляндии и СССР. В остальных гонках Нонес выступил неудачно, занял 36-е место в гонке на 15 км и 6-е место в эстафете.
На Олимпиаде-1972 в Саппоро был 40-м в гонке на 15 км.
На чемпионат мира-1966 в Осло завоевал бронзовую медаль в эстафетной гонке. Лучший результат на чемпионатах мира в личных гонках, 6-е место в гонке на 30 км так же на чемпионате 1966 года.